# Saint-Nicolas-de-Bliquetuit
Saint-Nicolas-de-Bliquetuit is een plaats en voormalige gemeente in het Franse departement Seine-Maritime in de regio Normandië en telt 492 inwoners (1999). De plaats maakt deel uit van het arrondissement Rouen.

## Geschiedenis
Saint-Nicolas-de-Bliquetuit is op 1 januari 2016 gefuseerd met de gemeente La Mailleraye-sur-Seine tot de gemeente Arelaune-en-Seine. 

## Geografie
De oppervlakte van Saint-Nicolas-de-Bliquetuit bedraagt 9,2 km², de bevolkingsdichtheid is 53,5 inwoners per km².
De onderstaande kaart toont de ligging van Saint-Nicolas-de-Bliquetuit met de belangrijkste infrastructuur en aangrenzende gemeenten.

## Demografie
Onderstaande figuur toont het verloop van het inwonertal (bron: INSEE-tellingen).